# Acorde de sétima
O acorde da sétima é formado por três terças sobrepostas à fundamental: terça, quinta e sétima. Também pode ser chamado de acorde de sétima, ajuntada ou agregada.

## O acorde de sétima menor

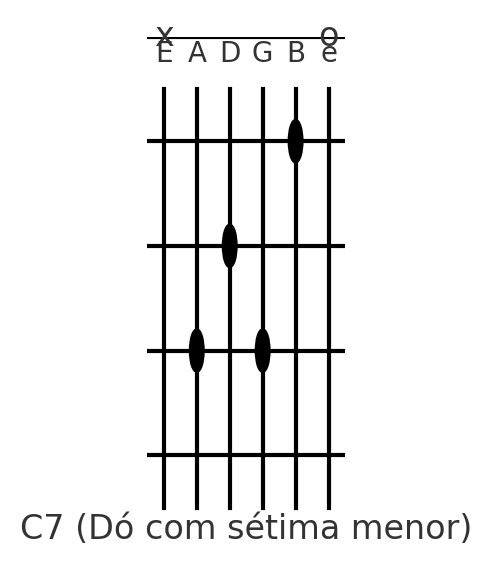
Acorde de sétima menor

O acorde de sétima menor ocorre naturalmente na forma menor. Este acorde pode ser encontrado em todos os modos menores. Especificamente, ele aparece no 2o, 3o, 6o e 7o grau do campo harmônico maior. Estes correspondem aos modos Dórico, Frígio, Eólio e Lócrio, respectivamente.
Existe uma exceção à regra no 5o grau do campo harmônico. O modo mixolídio, apesar de ser um modo maior, também contém o intervalo de sétima menor.

Quanto à representação do acorde de sétima menor, ele é geralmente indicado pela tríade a que se acrescenta a sétima. Isso é feito adicionando-se o algarismo arábico 7 ao nome do acorde. Em alguns casos, você também pode ver as notações 7- ou 7b. Por exemplo, um acorde de lá menor com uma sétima seria representado como Am7.

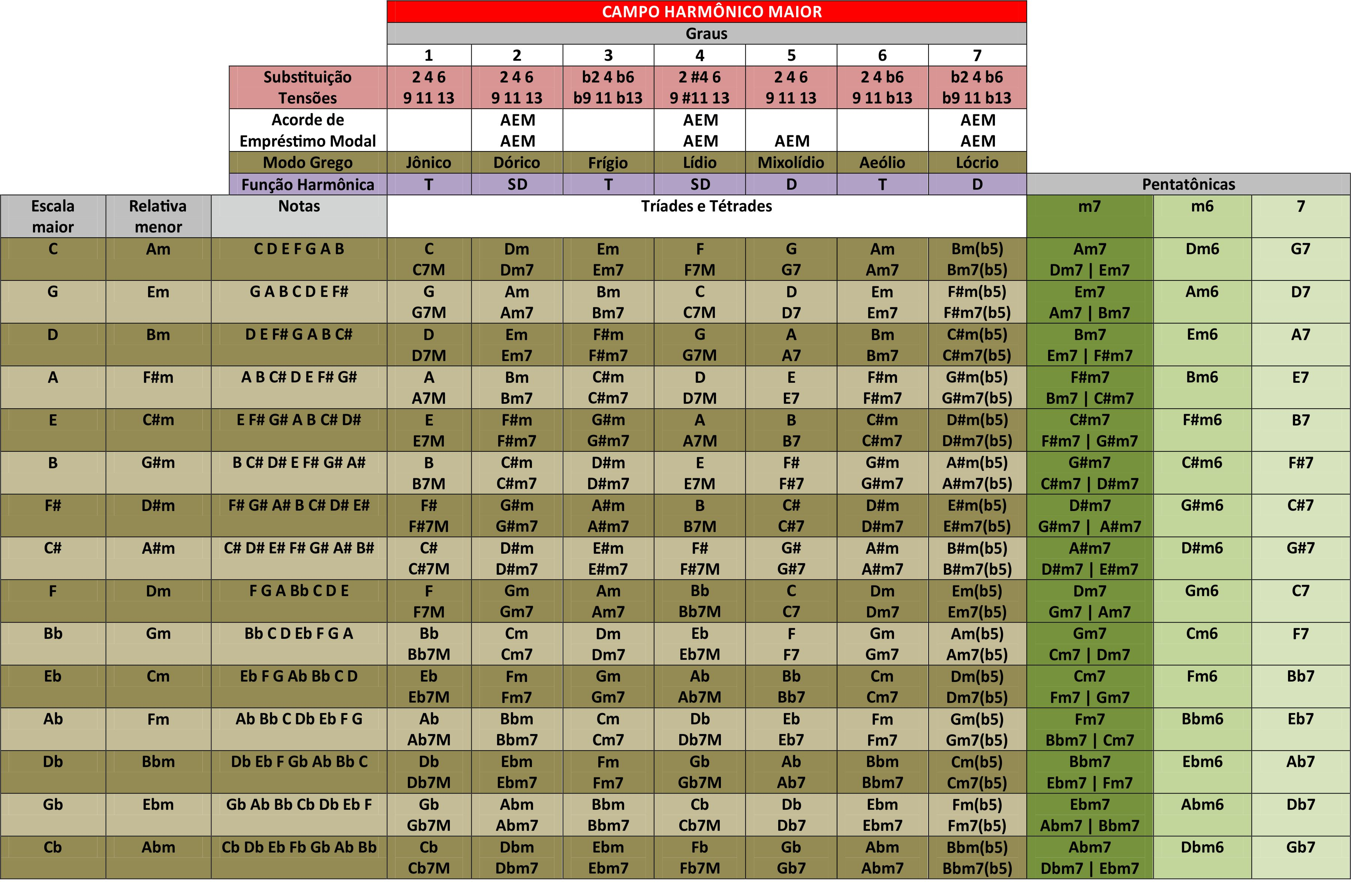

## O acorde de sétima maior
O acorde de sétima maior é o acorde utilizado no Modo Maior forma natural que são os 1º ,4º  grau do Campo Harmônico maior (Jônio, Lídio respectivamente) e no Modo Menor forma Harmônica (VII+) ou Melódica (VI+ e VII+).
Alguns músicos confundem o nome do grau da Sétima menor (Subtônica) com a da Sétima Maior (Sensível).
Este acorde é comumente representado com apenas com um 7+ (VII+) ou menos comumente com 7M (VIIM) ou maj7 (VII#).

## O acorde de sétima diminuta e o sensível
O acorde de sétima diminuta ou apenas diminuto é o acorde de 5a diminuta + 7a diminuta.
O acorde de sétima sensível ou Acorde meio diminuto é o acorde da 5a diminuta + 7a menor.
Representação: Sétima diminuta: V7dim. Sétima da Sensível: Vdim7-

## Sétima da dominante
A sétima da dominante é um grau utilizado na dominante (5º grau do Campo Harmônico maior). Por isso é muitas vezes chamado sétima da dominante, ou também conhecido como modo Mixolídio, por ser um modo maior e ter o intervalo característico de Sétima menor. A Sétima dominante também é encontrada no 5o grau da escala menor na forma Harmônica e Melódica. Também pode ser chamada de sétima da dominante.
Acorde de sétima menor é qualquer acorde que tenha um tom entre a Sétima e a Tônica (Oitava), qualquer acorde que tenha meio tom entre a Sétima e a Tônica é chamado de acorde de Sétima Maior e qualquer acorde que tenha Um Tom e Meio entre a Sétima e a Tônica é um acorde de Sétima Diminuta.

## Intervalos de sétima menor e diminuta
Acordes Maiores com Sétima menor:
(M-maior; m-menor; j-justo; D-diminuto)
(T- tom; S- Semitom) 
T-T-S-T-T-S-T (Modo Mixolídio)
| 3M | 3m | 3m |
| 5j |    |    |
| 7m |    |    |

Exemplos:
Dó Maior com 7a menor: C-E-G-Bb.   
Fá Maior com 7a  menor: F-A-C-Eb
Ré# Maior com 7a  menor: D#-G-A#-C#
Acorde Menor com Sétima:
T-S-T-T-S-T-T (Modo Menor)
| 3m | 3M | 3m |
| 5j |    |    |
| 7m |    |    |

Exemplos:
Dó menor com 7a menor: C-Eb-G-Bb
Síb menor com 7a menor: Bb-Db-F-Ab
Lá menor com 7a menor: A-C-E-G.
Acordes meio-diminutos ou sétima da sensível:
| 3m | 3m | 3M |
| 5D |    |    |
| 7m |    |    |

Exemplo:
Dó meio diminuto: C-Eb-Gb-Bb
Ré meio diminuto: D-F-Ab-C
Sol meio diminuto: G-Bb-Db-F
Acordes de sétima diminuta:
| 3m | 3m | 3m |
| 5D |    |    |
| 7D |    |    |

Exemplo:
Dó com Sétima Diminuta: C-Eb-Gb-Bbb(A)
Fá# com Sétima Diminuta: F#-A-C-Eb
Ré com Sétima Diminuta: D-F-Ab-Eb

## Intervalos de sétima maior
Acorde maior com sétima:
T-T-S-T-T-T-S (Modo maior)
| 3M | 3m | 3M |
| 5J |    |    |
| 7M |    |    |

Dó Maior com Sétima: C-E-G-B
Fá Maior com Sétima; F-A-C-E
Bb Maior com Sétima: Bb-D-F-A
Acorde menor com sétima maior
Menor Forma Harmônica(VII+) e Melódica(VI+ E VII+)
| 3m | 3M | 3M |
| 5J |    |    |
| 7M |    |    |

Lá menor forma harmônica: A-C-E-G#
Dó menor forma Harmônica: C-Eb-G-B
Sí menor forma Harmônica: B-D-E-A# 
Acordes Aumentados com Sétima Maior:
| 3M   | 3M | 3m |
| 5aug |    |    |
| 7M   |    |    |

Dó aumentado com Sétima Maior: C-E-G#-B
Fá aumentado com Sétima Maior: F-A-C#-E
Ré aumentado com Sétima Maior: D-F#-A#-C#
Mi aumentando com Sétima Maior: E-A-Cb-D#